# Ysabel
Ysabel este un roman fantastic al autorului canadian Guy Gavriel Kay. A fost publicat pentru prima dată în ianuarie 2007 de Viking Canada. Este prima lucrare de fantezie urbană a lui Kay și prima sa carte care are loc în afara mediului său fantezist din Europa de la publicarea primelor sale trei romane în anii 1980 (trilogia Tapiseria Fionavar). Kay a trăit în mediul rural de lângă Aix-en-Provence, unde are loc romanul Ysabel, în timp ce l-a scris.
Romanul povestește despre Ned Marriner, în vârstă de 15 ani, care își descoperă moștenirea magică în timp ce rămâne cu tatăl său fotograf în Provence. El întâlnește o studentă americană, Kate Wenger, iar cei doi devin implicați într-o străveche „poveste” de dragoste, sacrificiu și magie care se desfășoară în prezent, care atrage familia și prietenii lui Ned.
În 2008 a primit Premiul World Fantasy pentru cel mai bun roman. A fost nominalizat la Premiul Pinul Alb și a fost cinci săptămâni cea mai bine vândută carte din Canada.

## Legături externe
- Ysabel at Guy Gavriel Kay's Authorized Website.
- en  Istoria publicării lucrării Ysabel la Internet Speculative Fiction Database